# Raymond Homoet
Raymond Homoet (Hoorn, 13 november 1978) Nederlands keeper die op dit moment speelt bij DHSC.
Raymond Homoet kwam laat het profvoetbal binnen. In het seizoen 2007/08 werd de keeper van amateurvereniging Elinkwijk overgenomen door FC Volendam . Voordat Homoet voor Elinkwijk speelde, speelde hij ook voor de amateurtak van Ajax en Zwaluwen '30. Raymond Homoet speelde één wedstrijd voor het nationale team van de Antillen onder leiding van Leen Looyen.
Vanaf het seizoen 2012-2013 speelt Homoet voor het Rotterdamse RKSV Leonidas.In dat seizoen werd Homoet met deze club kampioen in de hoofdklasse en promoveerde zodoende naar de topklasse. 